# Дрепан
Дрепан — древнегреческий город, стоявший на южном берегу Измитского залива Мраморного моря. Примерно соответствует современному городу Херсек, район Алтынова, ил Ялова, Турция.
В городе родилась (258 г.) и выросла Святая Елена, мать императора Константина. В 318 Константин возвёл в городе церковь, а в 327 г. издал декрет по которому родной город его матери был переименован из Дрепана в Еленополь (греч. Ἑλενόπολις).
Сам император провёл в городе много времени в последние годы своей жизни.
В начале V века в городе подвизался епископ Палладий Еленопольский. Император Юстиниан вложил значительные средства в развитие инфраструктуры города (бани, акведуки, памятники и проч.) В позднеримское — ранневизантийское время для защиты города была построена крепость Цивитот, получившая известность во время крестовых походов.
Несмотря на все капиталовложения, город постепенно хирел, особенно с конца IX века, и даже получил презрительное прозвище Элейнуполь (греч. Ἑλεεινή πόλις, букв. «несчастный город»). Последние упоминания о Еленополе относятся к XIII веку, когда им в ходе крестовых походов воспользовались норманны.